# Amblypodia alaemon
Amblypodia alaemon är en fjärilsart som beskrevs av De Nicéville. Amblypodia alaemon ingår i släktet Amblypodia och familjen juvelvingar. Inga underarter finns listade i Catalogue of Life.